# Коуа біловолий
Ко́уа біловолий (Coua delalandei) — вимерлий вид зозулеподібних птахів родини зозулевих (Cuculidae). Вид був названий на честь французького натураліста Пьєра-Антуана Делаланда.

## Опис

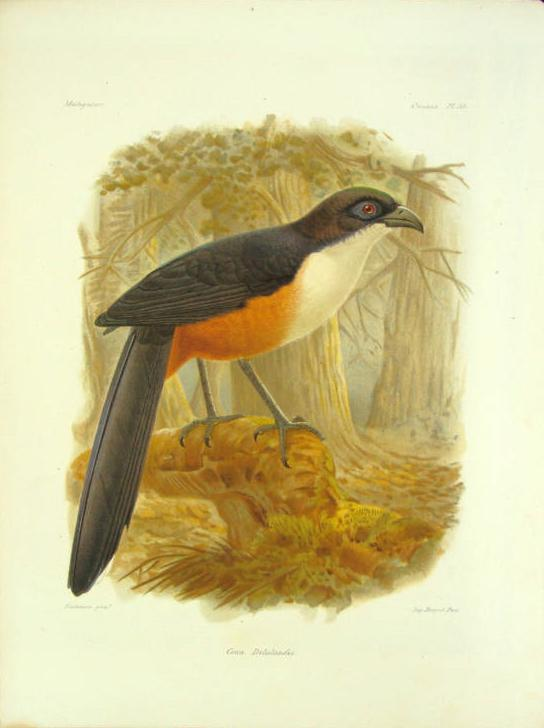
Біловолий коуа

Біловолий коуа був найбільшим представником свого роду, за винятком викопних видів Coua primaeva і Coua berthae. Його довжина становила 56-57 см, довжина крила 21,7-22,6 см, довжина хвоста 25,6-30 см, довжина цівки 68-80 мм. Голова птаха була темно-фіолетовою, тім'я чорним з фіолетово-синім відтінком, крила чорними з фіолетовим відблиском. Хвіст біловоголо коуа був синім з зеленуватим відблиском, крайні стернові пера мали білі кінчики. Горло і верхня частина грудей були білі, боки і живіт рудувато-коричневі. Очі карі, навколо очей плями голої синьої шкіри, окаймлені чорним пір'ям. Дзьоб і лапи були чорними.

## Поширення і екологія
Біловолі коуа були ендеміками острова Нусі-Бураха, розташованого біля північно-східного узбережжя Мадагаскару. Вони жили у вологих рівнинних тропічних лісах, вели наземний спосіб життя. Основою їх раціону були равлики з роду Ахатина (Achatina), яких вони розбивали об камінь перед тим, як з'їсти. Як і іншим представникам роду Коуа (Coua), біловолим коуа не був притаманний гніздовий паразитизм.

## Вимирання
Біловолі коуа відомі за 14 зразками, останній з яких був зібраний у 1834 році. У 1937 році вид був визнаний вимерлим. Імовірно, причиною вимирання виду було знищення природного середовища, а також полювання.